# Ondřej Sehnal
Ondřej Sehnal, né le 10 octobre 1997 à Prague, en République tchèque, est un joueur tchèque de basket-ball, évoluant au poste de meneur.